# Eduard Oberg
Heinrich Gerhard Eduard Oberg (Hamm, 16 settembre 1858 – Berlino, 1º ottobre 1917) è stato un funzionario amministrativo delle Ferrovie Statali Reali Prussiane, ma fu anche indicato, probabilmente per motivi di copertura, come giurista. Fu attivista del movimento di emancipazione omosessuale dell'epoca.

## Biografia
Fu figlio dell'oste e panettiere Carl Diedrich Oberg e di sua moglie Henriette Wilhelmine Isenbeck.
Dopo la sua formazione, lavorò nell'amministrazione prussiana come funzionario ferroviario: inizialmente nella sua città natale Hamm, poi dal 1897 al 1903 ad Hannover, fino a circa il 1910 a Bromberg e infine a Berlino, ormai come privato cittadino. 
Nel 1896 conobbe Magnus Hirschfeld tramite Max Spohr, editore del libro Sappho und Sokrates (Saffo e Socrate) di Hirschfeld. Fondò a Berlino il Wissenschaftlich-humanitäres Komitee - WhK (Comitato scientifico-umanitario) il 15 maggio 1897 assieme a Hirschfeld, Spohr e allo scrittore Franz Joseph von Bülow. Sostenne finanziariamente il WhK in modo significativo, ma dal 1910 fu anche rappresentante del comitato direttivo. 
Nel 1917, nel corso della prima guerra mondiale, si suicidò all'età di 59 anni.
Alla cerimonia funebre, che si tenne l'8 ottobre 1917 al cimitero centrale di Berlino, il segretario del WhK Georg Plock pronunciò l'elogio funebre: